# Stazione di Cattolica Eraclea
La stazione di Cattolica Eraclea era una stazione ferroviaria posta al km 90+700 della linea ferroviaria a scartamento ridotto Castelvetrano-Porto Empedocle chiusa nel 1978; era a servizio del comune di Cattolica Eraclea.

## Storia
La stazione venne inaugurata il 16 giugno 1915 insieme alla tratta Cattolica Eraclea-Siculiana e rimase stazione di testa fino al 26 febbraio 1917, quando venne aperto il tratto Cattolica Eraclea-Ribera. Nel 1978 la stazione cessò il suo funzionamento insieme al tratto Ribera-Porto Empedocle.

## Strutture e impianti
Era composta da un fabbricato viaggiatori, un magazzino merci e da due binari.

## Galleria d'immagini

La stazione nel 2003
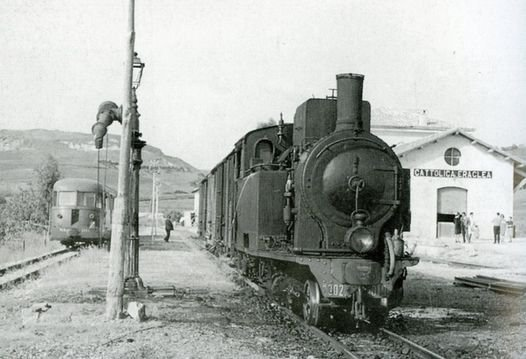
La stazione nel 1950
Carri allo scalo merci